# Jens Kristian Jensen
Jens Kristian Jensen (Pedersborg, Sorø, 22 de març de 1885 – Vordingborg, 27 de març de 1956) va ser un gimnasta artístic danès que va competir a començaments del segle xx.
El 1912 va prendre part en els Jocs Olímpics d'Estocolm, on va guanyar la medalla de plata en el concurs per equips, sistema suec del programa de gimnàstica.